# Dialektische Theologie
Als Dialektische Theologie wird eine theologische Richtung innerhalb des Protestantismus bezeichnet, die nach dem Ersten Weltkrieg aufkam und ihre Blütezeit bis etwa 1933 hatte. Sie lehnt ein menschliches Erkennenkönnen Gottes strikt ab und ordnet jedwede Annäherung des Gläubigen der vorausgehenden Offenbarung Gottes unter. 
Vertreter waren Karl Barth (vor allem durch die zweite Fassung des Kommentars zum Römerbrief und den „Tambacher Vortrag“ Der Christ in der Gesellschaft von 1919) und Friedrich Gogarten (sein Essay Zwischen den Zeiten erschien im Juni 1920 in der liberalen Zeitschrift Die Christliche Welt) zurück und hatte ab 1923 ihr Organ vor allem in der im Christian Kaiser Verlag erscheinenden Zeitschrift Zwischen den Zeiten. Hauptvertreter neben Barth und Gogarten waren Emil Brunner, Rudolf Bultmann, Eduard Thurneysen und Georg Merz. 
Wichtige Dokumente sind ferner Karl Barths Aufsatzsammlung Das Wort Gottes und die Theologie (1924) und Emil Brunners Monographien Die Mystik und das Wort (1924) und Der Mittler (1927).

## Begriff
Die Bezeichnung Dialektische Theologie war eine Fremdbezeichnung, die 1922 aufkam und sich bis Mitte der 1920er Jahre schon weitgehend eingebürgert hatte. Von den Vertretern dieser Richtung wurde der Begriff eher widerstrebend akzeptiert; sie bevorzugten die Bezeichnungen Theologie des Wortes Gottes bzw. Wort-Gottes-Theologie oder Theologie der Krise bzw. Theologie der Krisis. Weil die Schule sich insgesamt gegen den theologischen Rationalismus der Aufklärung und die Liberale Theologie positionierte, wurde sie von Kritikern vor allem aus den Vereinigten Staaten als „neo-orthodox“ eingestuft und ist im englischen Sprachraum eher unter dem Begriff neoorthodoxy bekannt. In diesen Begriff sind jedoch auch andere theologische Aufbrüche wie die Schule von Lund (Gustaf Aulén, Anders Nygren) oder die Weiterführung von Barth’schen Impulsen durch Reinhold Niebuhr einbezogen, die im deutschen Sprachraum nicht zur Dialektischen Theologie gerechnet werden. Karl Barth hat das Etikett der (Neo-)Orthodoxie für sich deutlich abgelehnt.

## Charakteristik
In der Dialektischen Theologie wurde pointiert eine Theologie „von oben“ betrieben, die ein menschliches Erkennenkönnen Gottes strikt ablehnte und so jedwede Annäherung des Gläubigen der vorausgehenden Offenbarung Gottes unterordnete. Diese Position der „unmöglichen Möglichkeit“ zur Gotteserkenntnis steht in der Tradition der Glaubensphilosophie, wenngleich sie nicht in die radikalisierte Spielart des Fideismus changierte, sondern die Neubegründung des Glaubenkönnens gegen einen theologischen Rationalismus vor Augen hatte, wie ihn vor allem die Liberale Theologie der Zeit, die noch Barths Lehrer Harnack vertrat, aufwies.
Wichtige Impulse empfing die Richtung von den Schriften Søren Kierkegaards und Franz Overbecks, aber auch von der Biblischen Theologie Johann Tobias Becks und Hermann Cremers. Nicht zuletzt wurden die Schriften Martin Luthers und Johannes Calvins herangezogen, so dass es zu Berührungen mit der Lutherrenaissance kam.
Die Haltung der Vertreter der Dialektischen Theologie war nie in sich geschlossen. Das Verbindende war vielmehr die gemeinsame Gegenposition zur etablierten Theologie, was sich vor allem als Konsequenz der unsicheren Zwischenkriegszeit verstehen lässt. Ab 1933 gingen die Hauptvertreter verschiedene Wege: Barth, Bultmann und Merz in die Bekennende Kirche, Gogarten zu den Deutschen Christen, Brunner in das neutrale Lager. Da zudem Barth, Bultmann und Brunner in den 1930er Jahren bedeutende Wandlungen ihrer Theologie vollzogen, gilt zumeist 1933 als das Ende der Dialektischen Theologie.
Den Grundansatz, das Wort Gottes in Gegensatz zu Krisenphänomenen der Moderne zu setzen, behielt etwa Karl Barth jedoch bei. Die Ablehnung einer Analogie des Seins ergänzte er durch die Möglichkeit, Gott im Sinn einer Analogie des Glaubens zu erkennen, da Gott sich dem glaubenden Menschen zu erkennen gebe.

## Kritik
Eine prägnante Kritik formulierte Johannes Hoffmeister, wenn er die Dialektische Theologie als jene Theologie bezeichnete,
„[…] an der besonders deutlich wird, inwiefern das Philosophieren aus dem Glauben, das die Vermittlung der denkenden Vernunft verschmäht, in den Abstraktionen und Paradoxien des Verstandes steckenbleibt“.
Weitere Kritik wurde unter anderem von Wolfhart Pannenberg und Falk Wagner formuliert. Dabei kritisiert Pannenberg insbesondere die wissenschaftstheoretische Abschottung der Theologie Barths, während Wagner grundsätzlich die Dialektische Theologie als Unterbrechung einer sinnvollen Umformung des Christentums (Emanuel Hirsch spricht von der Umformungskrise des Christentums) versteht.
Eine weitere Kritik stammt von Dietrich Bonhoeffer, der Karl Barths Position als Offenbarungspositivismus bezeichnete.